# Pettson o Findus och mucklornas värld
Pettson o Findus och Mucklornas värld är ett svenskt datorspel från 2001, av Gammafon Multimedia, Bokförlaget Opal och Sven Nordqvist. Vissa av minispelen kunde spelas inuti Pettson och Findus-huset på Gröna Lund.

## Spelupplägg
Spelaren går runt i Pettsons hus tillsammans med Findus och spelar massa småspel, som Sänka bullen spelet  och Pettsons uppfinnarspel. När man vinner ett spel får man kort med olika mucklor-figurer eller mat. När man har hittat alla spel i huset får man nyckel till de tre muckel-världarna. I världarna kan man fylla de tomma husen med mucklor-familjemedlemmar som spelaren får när man vinner ett minispel. Om man ger mucklorna mat, som man också vinner från minispelen, får spelaren möbler som man kan använda för att dekorera mucklornas hem.

## Rollista
- Hilding Slut – Pettson
- Fia Slut – Findus
- Helge Skoog – Sagoberättare
- Annica Smedius – Övriga röster
- Gunnar Ernblad – Övriga röster

## Mottagande
Spelet fick ett gott mottagande av kritiker. Karin Torgny på Göteborgs-Posten gav spelet 4 av 5 i betyg och beskrev det som "Nordqvistskt finurligt" men "Svårt för de minsta". Svenska Dagbladets barnrecensenter beskrev spelet som levande med finurliga minispel. Även illustrationerna, röstskådespelet och speldesignen lovordades och sammanfattade det hela med "Bättre än de förra spelen".
Kristian Alm på Sydsvenskan beskrev spelet med att "teckningar och grafik håller måttet, spelen har en lekfullhet och finurlighet som man känner igen" men tillade också att många av minispelen är bättre anpassade för äldre barn och att instruktionerna var bristfälliga.
Spelet mottog pris för årets barnspel på Spelgalan 2002 och mottog även pris i Europrix-galan i Cannes i kategorin Interactive Fiction and Storytelling samt bästa spel.